# This Is Love, This Is Murderous
This Is Love, This Is Murderous è il terzo album della band Californiana Bleeding Through, pubblicato nel 2003. È il debutto del gruppo con la Trustkill Records.

## Tracce
1. Love Lost in a Hail of Gun Fire – 4:57
2. Sweet Vampirous – 1:24
3. Number Seven With a Bullet – 5:07
4. On Wings of Lead – 5:21
5. What I Bleed Without You – 3:03
6. This is Love, This is Murderous – 4:30
7. City of the Condemned – 3:23
8. Mutilation – 3:45
9. Murder by Numbers – 3:30
10. Dead Like Me – 3:28
11. Shadow Walker – 2:01
12. Revenge I Seek – 4:21

## Formazione
- Brandan Schieppati
- Scott Danough
- Brian Leppke
- Ryan Wombacher
- Derek Youngsma
- Marta Peterson